# Generalluftzeugmeister

Die Dienstflagge des Generalluftzeugmeisters

Generalluftzeugmeister (GL) war ein öffentliches Amt des Reichsluftfahrtministeriums zur Zeit des Nationalsozialismus.

## Geschichte der Dienststelle
Anfang Februar 1939 wurde das erste Mal ein Generalluftzeugmeister ernannt. Dieser wurde dem Staatssekretär der Luftfahrt und dem Generalinspekteur der Luftwaffe untergeordnet.
Ihm unterstand das Technische Amt für die Entwicklung, Erprobung und Beschaffung des Luftgeräts (ehemals Abteilung Fliegertechnik des Allgemeinen Luftamtes), das Nachschubamt (bis Mitte April 1943, dann zum Chef des Nachschubwesens) und die Amtsgruppe Industrie-Plan und Wirtschaft (ab Juni 1939 Amtsgruppe Technische Wirtschaft und Haushalt und ab 1941 Industriewirtschaftsamt). 1940 wurde ein Planungsamt eingerichtet. Ein Jägerstab für die Steigerung der Produktion von Jagdflugzeugen wurde im März 1944 geschaffen, wobei dieser sowohl dem Staatssekretär der Luftfahrt als auch dem Reichsminister für Rüstung und Kriegsproduktion unterstand.
Eine mit der Dienststelle verbundene nicht tragbare Auszeichnung ist die Ehrenplakette der Generalluftzeugmeister-Kraftfahr-Verfügungs-Abteilung.
Zu den Hauptaufgaben des Generalluftzeugmeisters gehörte die Entwicklung, Erprobung und Beschaffung des gesamten Materials der deutschen Luftwaffe während des Zweiten Weltkrieges sowie die Bereitstellung von Vorrat aller unterstellten Dienststellen der Luftwaffe.
Die Dienststelle wurde Ende Juni 1944 aufgelöst und in den Chef der Technischen Luftrüstung (ChefTLR) überführt.

## Offiziere in dieser Dienststelle
- Generaloberst Ernst Udet: ab 1. Februar 1939 bis zu seinem Suizid im November 1941
- Generalfeldmarschall Erhard Milch: von Ende November 1941 bis zur Auflösung, zeitgleich war er Generalinspekteur der Luftwaffe

## Konstruktionsaufträge (Auswahl)
- ab 1938: Heinkel He 116 A
- 1940: Klemm Kl 151

## Bekannte Personen
- Hermann Molter: ab 1939 als Referent
- Walter Hertel: als General-Ingenieur ab 1942

## Weblink
- Generalluftzeugmeister auf EHRI-Portal aus dem Bundesarchiv